# Наволочек
Наволочек — деревня в Холмогорском районе Архангельской области.

## География
Находится в центральной части Архангельской области на расстоянии приблизительно 33 км на юг по прямой от административного центра района села Холмогоры на левобережье реки Северная Двина.

## История
В 1859 году здесь (тогда деревня Горличевская Холмогорского уезда Архангельской губернии) был учтен 21 двор. До 2015 года входила в Копачёвское сельское поселение, с 2015 по 2022 в Матигорское сельское поселение до его упразднения.

## Население
Численность населения: 129 человек (1859 год), 12 (русские 100 %) в 2002 году, 11 в 2010.